# Kitadaitojima
Kitadaitojima (北 大東 島, Kita Daitō-jima), também grafada Kita daitō, Kitadaitō e Kitadaito, é uma pequena ilha japonesa, com 13.10 km² de área e 584 habitantes (2004). Administrativamente pertencente à prefeitura de Okinawa, a ilha faz parte do arquipélago das ilhas Daito, um grupo insular no Mar das Filipinas, a sudoeste do Japão. Tem uma única povoação denominada Kita Daito.

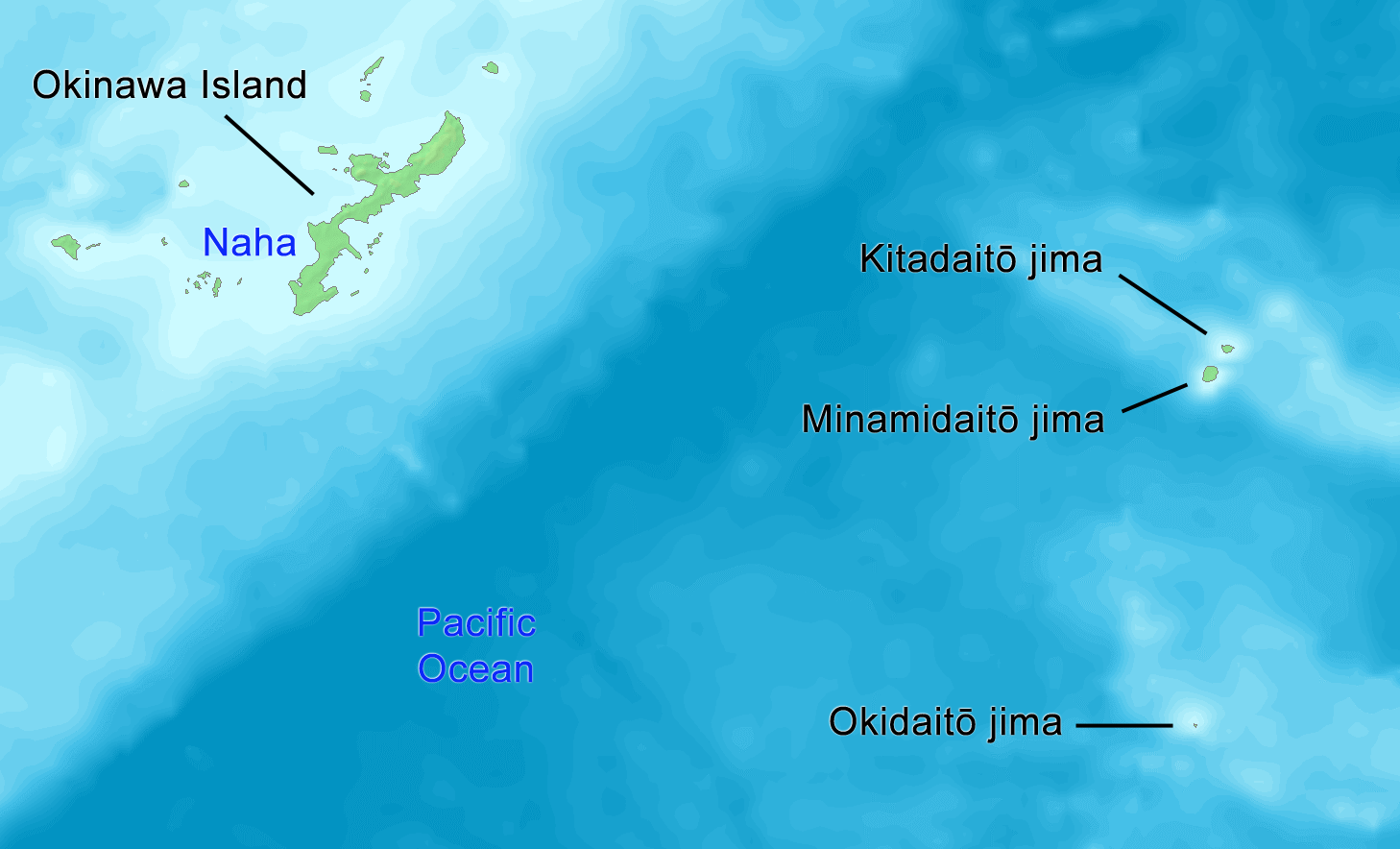
Ilhas Daito

Excluindo a sua vizinha ilha de Minamidaitojima, Kita Daito fica a 400 km de distância da terra habitada mais próxima. O abastecimento da ilha é feito por uma viagem semanal de um navio que parte de Okinawa, que é descarregado a pairar junto à costa recorrendo a uma grua telescópica, já que a ilha não possui cais acostável.
A ilha tem um pequeno aeroporto. 
A pesca e a agricultura são as principais actividades económicas da ilha, que não possui praias de areia, o que dificulta o seu desenvolvimento turístico.